# 마스터카드 인터내셔날 코리아
마스터카드 인터내셔널 코리아(영어: Mastercard International Korea, Mastercard)는 전 세계 금융기관, 기업, 카드 소지자 및 가맹점 사이에서 중요한 경제적 연결고리를 제공하는 글로벌 기업이다. 마스터카드의 한국 법인은 대한민국 서울에 위치 하였다.